# 페슈테라

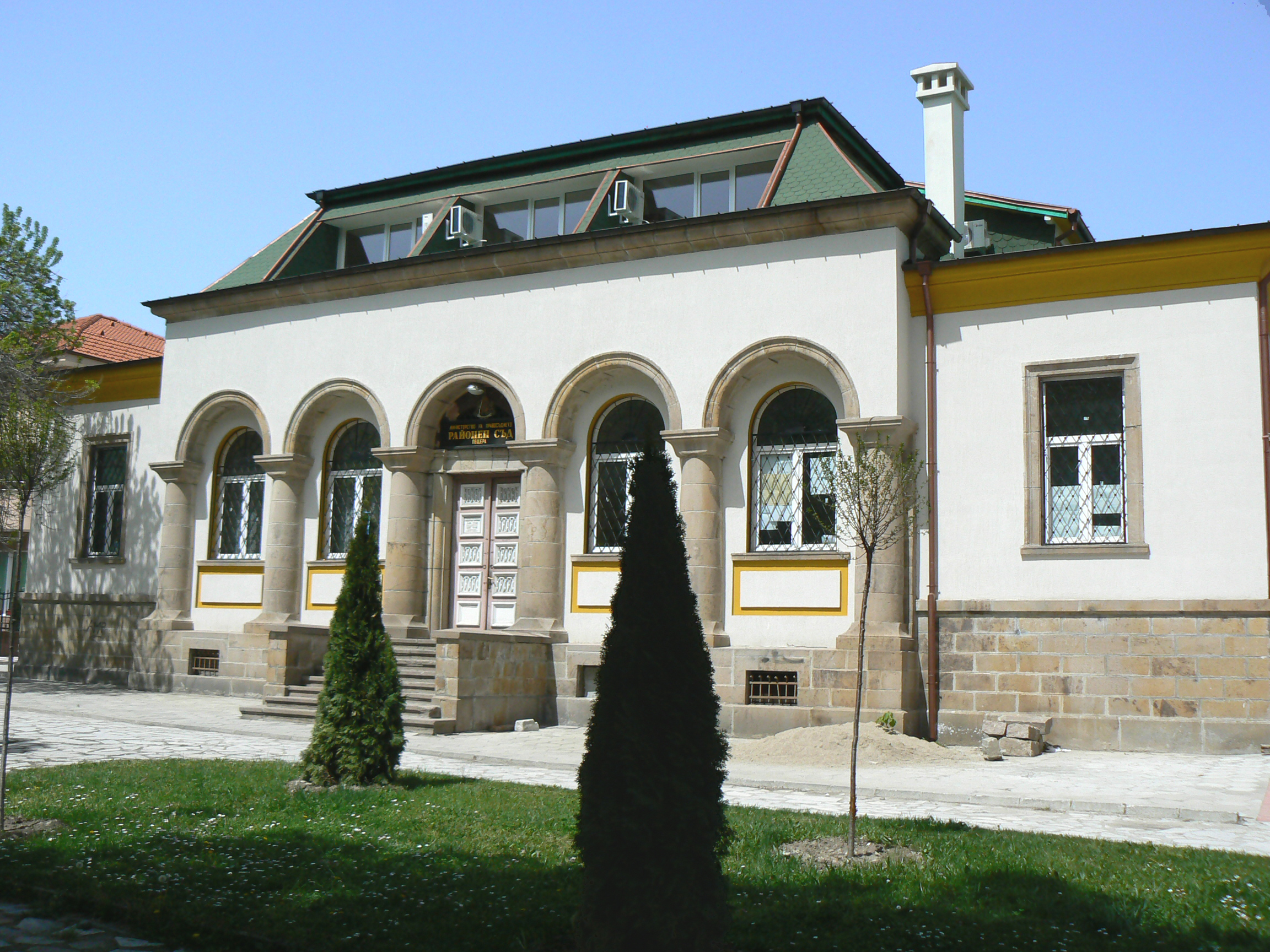
페슈테라

페슈테라(불가리아어: Пещера, Peshtera)는 불가리아 남부 파자르지크주의 도시로 높이는 450m, 인구는 20,493명(2014년 기준)이다. 신석기 시대에 마을이 형성되었다.